# Ladislao da Padova
Ladislao da Padova (Padova, XV secolo – XV secolo) è stato un pittore italiano.
Noto anche come Lanzilago, fu attivo Padova e a Roma, dove aveva avuto incarico da papa Sisto IV nel 1482, assieme a Gianluigi de Medici, di valutare i primi quattro affreschi della Cappella Sistina.